# Guatemala nos Jogos Olímpicos de Verão da Juventude de 2010
A Guatemala participou dos Jogos Olímpicos de Verão da Juventude de 2010 em Singapura. Com uma delegação composta por doze atletas que competiram em oito esportes, a Guatemala conquistou sua primeira medalha na história dos Jogos Olímpicos, um bronze no tiro.

## Medalhistas
| Medalha | Nome                     | Esporte | Evento                      | Data         |
| ------- | ------------------------ | ------- | --------------------------- | ------------ |
| Bronze  | Geraldine Kate Solórzano | Tiro    | Pistola de ar 10 m feminino | 23 de agosto |

## Ginástica artística
| Atleta                 | Evento                       | Qualificação | Qualificação | Final por aparelhos | Final por aparelhos | Final individual geral | Final individual geral | Final individual geral | Final individual geral | Final individual geral | Final individual geral |
| Atleta                 | Evento                       | Result.      | Pos.         | Result.             | Pos.                | Barras assimétricas    | Trave                  | Solo                   | Salto                  | Total                  | Pos.                   |
| ---------------------- | ---------------------------- | ------------ | ------------ | ------------------- | ------------------- | ---------------------- | ---------------------- | ---------------------- | ---------------------- | ---------------------- | ---------------------- |
| Ana Sofía Gómez Porras | Salto feminino               | 13.750       | 9º           | Não avançou         | Não avançou         |                        |                        |                        |                        |                        |                        |
| Ana Sofía Gómez Porras | Barras assimétricas feminino | 12.900       | 10º          | Não avançou         | Não avançou         |                        |                        |                        |                        |                        |                        |
| Ana Sofía Gómez Porras | Trave feminino               | 14.200       | 5º           | 14.100              | 4º                  |                        |                        |                        |                        |                        |                        |
| Ana Sofía Gómez Porras | Solo feminino                | 13.200       | 8º           | 13.700              | 4º                  |                        |                        |                        |                        |                        |                        |
| Ana Sofía Gómez Porras | Individual geral feminino    | 54.050       | 6º           |                     |                     | 13.400                 | 13.100                 | 14.150                 | 13.400                 | 54.050                 | 5º                     |

## Halterofilismo
| Evento                     | Atleta                 | Peso corporal (kg) | Arranque (kg) | Arranque (kg) | Arranque (kg) | Arranque (kg) | Arremesso (kg) | Arremesso (kg) | Arremesso (kg) | Arremesso (kg) | Total (kg) | Pos. final |
| Evento                     | Atleta                 | Peso corporal (kg) | 1             | 2             | 3             | Res.          | 1              | 2              | 3              | Res.           | Total (kg) | Pos. final |
| -------------------------- | ---------------------- | ------------------ | ------------- | ------------- | ------------- | ------------- | -------------- | -------------- | -------------- | -------------- | ---------- | ---------- |
| Mais de 85 kg kg masculino | Nelson Mansilla Felipe | 140,11             | 100           | 105           | 105           | 105           | 118            | 118            | 127            | 118            | 223        | 7º         |

## Hipismo
| Evento            | Atleta                                                                                | Cavalo        | Preliminares | Preliminares | Preliminares | Preliminares | Preliminares | Preliminares | Final       | Final       | Pos. final |
| Evento            | Atleta                                                                                | Cavalo        | Rodada A     | Rodada A     | Rodada B     | Rodada B     | Rodada B     | Total A+B    | Penal.      | Tempo       | Pos. final |
| Evento            | Atleta                                                                                | Cavalo        | Penal. salto | Pos.         | Penal. salto | Penal. tempo | Total B      | Total A+B    | Penal.      | Tempo       | Pos. final |
| ----------------- | ------------------------------------------------------------------------------------- | ------------- | ------------ | ------------ | ------------ | ------------ | ------------ | ------------ | ----------- | ----------- | ---------- |
| Saltos individual | Juan Diego Saenz Morel                                                                | Little Plains | 4            | 10º          | 4            | 0            | 4            | 8            | Não avançou | Não avançou | 9º         |
| Saltos por equipe | Juan Diego Saenz Morel (como integrante da equipe América do Norte, Central e Caribe) | Little Plains | 16           | 6º           | 16           | 0            | 16           | 32           | Não avançou | Não avançou | 6º         |

## Judô
| Evento             | Atleta               | 1ª rodada    | 2ª rodada                     | 2ª rodada repescagem | Final repescagem B            | Disputa pelo bronze B        | Pos. final |
| ------------------ | -------------------- | ------------ | ----------------------------- | -------------------- | ----------------------------- | ---------------------------- | ---------- |
| Até 78 kg feminino | Melva Tobar Calderón | Sem oponente | UKR Kseniya Darchuk D 000-010 | Sem oponente         | BAR Kadijah Maxwell V 101-000 | SLO Urska Potocnik D 001-010 | 5º         |

## Natação
| Evento                | Atleta              | Qualificação    | Qualificação | Semifinais  | Semifinais  | Final       | Final       |
| Evento                | Atleta              | Resultado       | Posição      | Resultado   | Posição     | Resultado   | Posição     |
| --------------------- | ------------------- | --------------- | ------------ | ----------- | ----------- | ----------- | ----------- |
| 200 m costas feminino | Karla Toscano López | 2:26.23         | 29º (6º q1)  | Não avançou | Não avançou | Não avançou | Não avançou |
| 200 m medley feminino | Karla Toscano López | Desclassificada | -- (-- q2)   | Não avançou | Não avançou | Não avançou | Não avançou |
| 100 m livre masculino | Kevin Ávila Soto    | 53.12           | 34º (4º q3)  | Não avançou | Não avançou | Não avançou | Não avançou |
| 200 m livre masculino | Kevin Ávila Soto    | 1:57.73         | 31º (4º q2)  |             |             | Não avançou | Não avançou |

## Pentatlo moderno
| Evento               | Atleta                                    | Esgrima (Espada 1 toque) | Esgrima (Espada 1 toque) | Esgrima (Espada 1 toque) | Natação (200 m livre) | Natação (200 m livre) | Natação (200 m livre) | Corrida e tiro (3000 m, pistola a laser) | Corrida e tiro (3000 m, pistola a laser) | Corrida e tiro (3000 m, pistola a laser) | Pontuação total | Pos. final |
| Evento               | Atleta                                    | Result.                  | Pos.                     | Pontos                   | Tempo                 | Pos.                  | Pontos                | Tempo                                    | Pos.                                     | Pontos                                   | Pontuação total | Pos. final |
| -------------------- | ----------------------------------------- | ------------------------ | ------------------------ | ------------------------ | --------------------- | --------------------- | --------------------- | ---------------------------------------- | ---------------------------------------- | ---------------------------------------- | --------------- | ---------- |
| Individual masculino | Jorge Imeri Cabrera                       | 10                       | 17º                      | 740                      | 2:15.99               | 19º                   | 1172                  | 12:24.00                                 | 19º                                      | 2024                                     | 3936            | 21º        |
| Equipes mistas       | Jorge Imeri Cabrera e ESP Nuria Chavarría | 54                       | 5º                       | 900                      | 2:13.18               | 23º                   | 1204                  | 17:00.81                                 | 21º                                      | 2000                                     | 4104            | 20º        |

## Tiro
| Evento                        | Atleta                   | Qualificação | Qualificação | Qualificação | Qualificação | Qualificação | Qualificação | Qualificação | Qualificação | Final       | Final       | Final       | Final       | Final       | Final       | Final       | Final       | Final       | Final       | Final       | Final       | Final             |
| Evento                        | Atleta                   | 1            | 2            | 3            | 4            | 5            | 6            | Total        | Pos.         | 1           | 2           | 3           | 4           | 5           | 6           | 7           | 8           | 9           | 10          | Total final | Total       | Pos. final        |
| ----------------------------- | ------------------------ | ------------ | ------------ | ------------ | ------------ | ------------ | ------------ | ------------ | ------------ | ----------- | ----------- | ----------- | ----------- | ----------- | ----------- | ----------- | ----------- | ----------- | ----------- | ----------- | ----------- | ----------------- |
| Carabina de ar 10 m masculino | Elvin Aroldo López       | 95           | 98           | 97           | 96           | 99           | 97           | 582          | 16º          | Não avançou | Não avançou | Não avançou | Não avançou | Não avançou | Não avançou | Não avançou | Não avançou | Não avançou | Não avançou | Não avançou | Não avançou | Não avançou       |
| Pistola de ar 10 m feminino   | Geraldine Kate Solórzano | 96           | 93           | 92           | 93           |              |              | 374          | 4º           | 10.0        | 10.6        | 10.5        | 10.0        | 10.7        | 10.2        | 8.2         | 7.5         | 9.8         | 10.0        | 97.5        | 471.5       | Medalha de bronze |
| Carabina de ar 10 m feminino  | Polymaria Velásquez      | 94           | 93           | 96           | 97           |              |              | 380          | 19º          | Não avançou | Não avançou | Não avançou | Não avançou | Não avançou | Não avançou | Não avançou | Não avançou | Não avançou | Não avançou | Não avançou | Não avançou | Não avançou       |

## Vela
| Evento               | Atleta                   | Regata | Regata | Regata | Regata | Regata | Regata | Regata | Regata | Regata | Regata | Regata | Regata | Total | Posição |
| Evento               | Atleta                   | 1      | 2      | 3      | 4      | 5      | 6      | 7      | 8      | 9      | 10     | 11     | M      | Total | Posição |
| -------------------- | ------------------------ | ------ | ------ | ------ | ------ | ------ | ------ | ------ | ------ | ------ | ------ | ------ | ------ | ----- | ------- |
| Byte CII feminino    | Irene Abascal Van Blerk  | 27     | 26     | DSQ    | 26     | 28     | 30     | 28     | 30     | 27     | 27     | 20     | 25     | 264   | 28º     |
| Techno 293 masculino | Juan Lejarraga McSweeney | 18     | 18     | 11     | 18     | 20     | 20     | 16     | 14     | 17     | 10     |        | 15     | 157   | 18º     |

Notas:
- M - Regata da Medalha
- OCS – On the Course Side of the starting line
- DSQ – Disqualified (Desclassificado)
- DNF – Did Not Finish (Não completou)
- DNS – Did Not Start (Não largou)
- BFD – Black Flag Disqualification (Desclassificado por bandeira preta)
- RAF – Retired after Finishing (Retirou-se após completar a prova)